# Újezd u Černé Hory
Újezd u Černé Hory, bis 1960 Újezd, (deutsch Aujest, früher Augezd) ist eine Gemeinde in Tschechien. Sie liegt acht Kilometer westlich von Blansko und gehört zum Okres Blansko.

## Geographie
Újezd u Černé Hory befindet sich auf einem Höhenzug zwischen den Tälern der Lubě und Lažánka in der Boskowitzer Furche. Am westlichen Ortsrand entspringt der Bach Újezdský potok. Östlich erhebt sich die Brlůžky (438 m), im Südosten die Společná hora (429 m) und südwestlich der Na Dílech (400 m).
Nachbarorte sind Lubě und Malá Lhota im Norden, Klučeniny und Závist im Nordosten, Milonice im Osten, Lažany und Nuzířov im Süden, Skalička im Südwesten, Stanovisko, Samotín, Hajánky und Hájek im Westen sowie Unín und Hluboké Dvory im Nordwesten.

## Geschichte

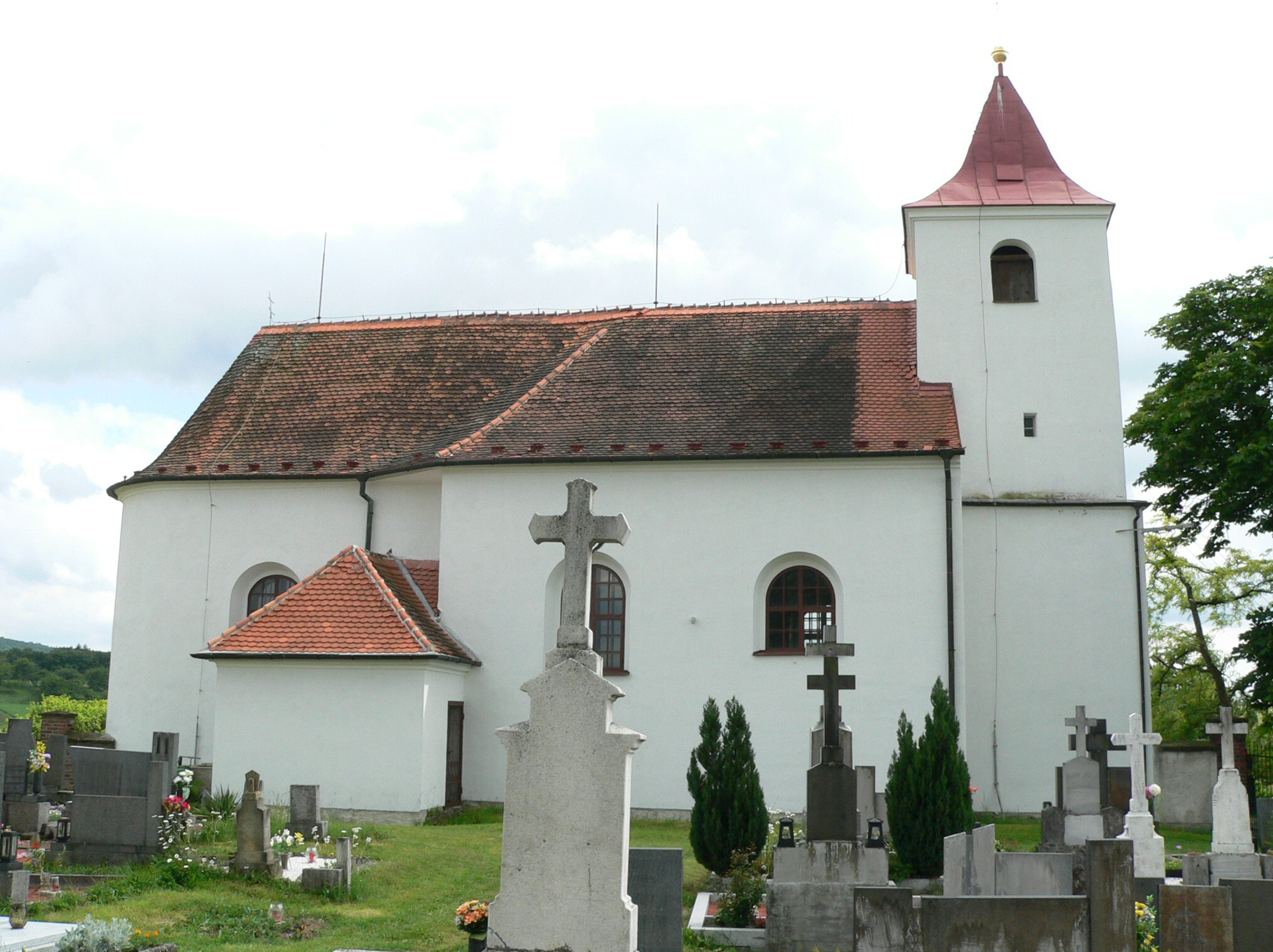
Nordansicht der Kirche Aller Heiligen

Die erste schriftliche Erwähnung eines Pfarrers von Újezd stammt aus dem Jahre 1308. Sie entstand jedoch bereits zu Beginn des 13. Jahrhunderts als Heiligtum eines Adelsgeschlechts. Um 1330 entstand eine Feste als Sitz eines Zweigs der Herren von Tasov. Als erster dieser Linie ist Půta von Újezd überliefert. In der Zeit von 1350 bis 1385 folgte Čeněk von Újezd. Später erwarben die Herren von Boskowitz die Güter und der Adelssitz verfiel. Im Jahre 1740 brannten die Kirche und das Pfarrhaus nieder. Der Wiederaufbau begann zehn Jahre später.
Nach der Aufhebung der Patrimonialherrschaften bildete Újezd ab 1850 eine Gemeinde in der Bezirkshauptmannschaft Boskovice. Im Jahre 1878 erfolgte die Umgestaltung des Friedhofes. 1948 wurde Újezd dem Okres Blansko zugeordnet. Seit 1961 führt die Gemeinde den amtlichen Namenszusatz u Černé Hory.
Újezd u Černě Hory ist katholischer Pfarrort für die Dörfer Lažany, Lubě, Malá Lhota, Milonice, Skalička und Závist.

## Gemeindegliederung
Für die Gemeinde Újezd u Černé Hory sind keine Ortsteile ausgewiesen.

## Sehenswürdigkeiten

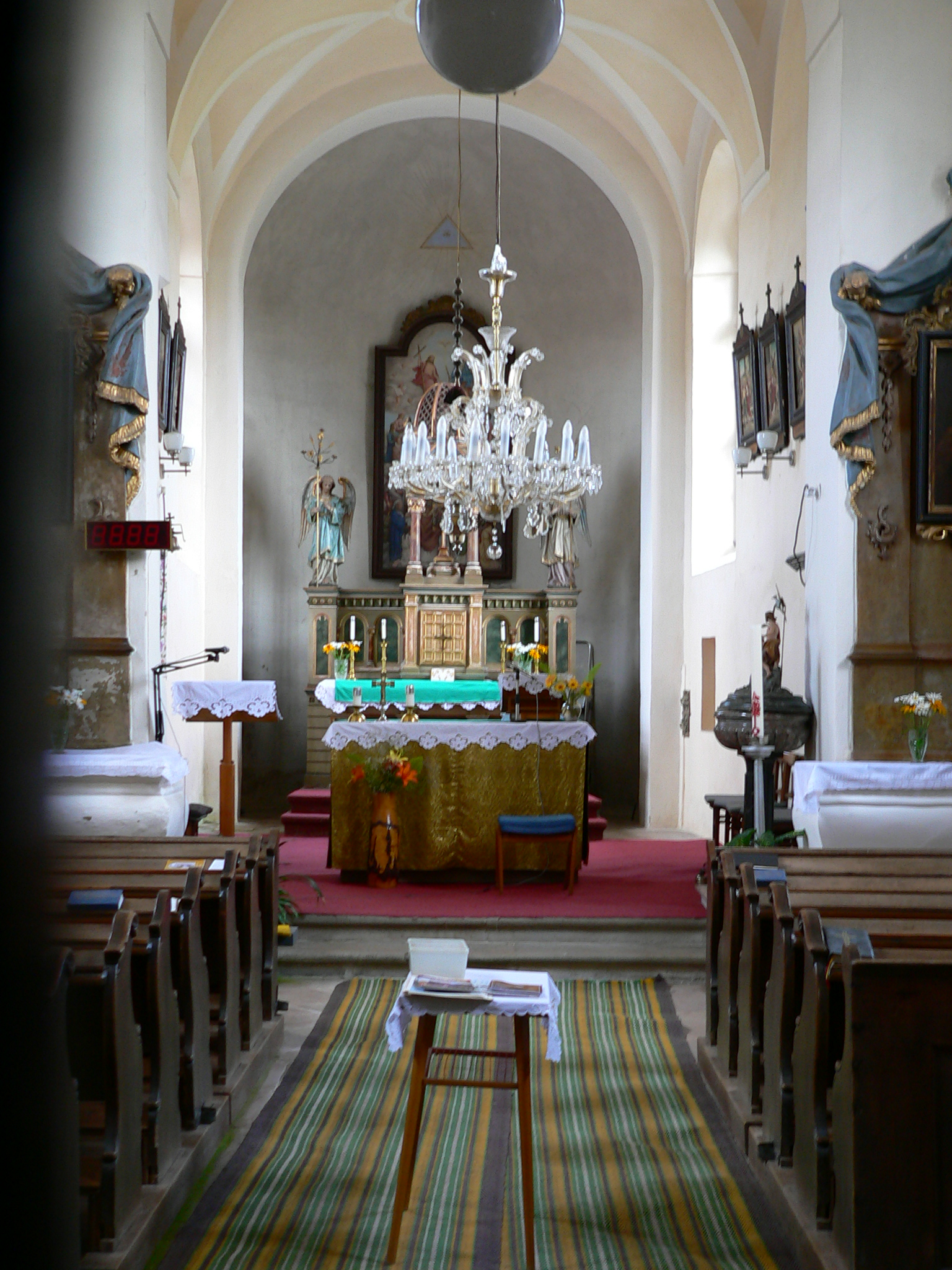
Innenaufnahme der Kirche

- Pfarrkirche Aller Heiligen, sie entstand zu Beginn des 13. Jahrhunderts im romanischen Stil. 1744 brannte sie aus. In den Jahren 1750 bis 1754 erfolgte der Wiederaufbau im Barockstil. An der Südseite ist das alte romanische Eingangsportal erhalten.
- Reste der Feste Újezd, westlich des Dorfes über der Einmündung des Újezdský potok in die Lubě. Sie wurde wahrscheinlich um 1330 als Sitz des Půta Tas von Újezd angelegt. Nach dem Verkauf der Újezder Güter an die Herren von Boskowitz verlor sie ihren Zweck und fiel wüst. Erhalten ist u. a. die Steinbrücke über den ersten Burggraben.
- Ruine der Burg Trmačov, westlich des Dorfes, sie ist seit 1305 als Sitz des Vladike Ondřej von Trmačov überliefert. Seit 1481 gilt die Burg als wüst. Erhalten sind Mauerreste des Bergfriedes.
- Naturdenkmal Krkatá baba, nördlich von Újezd an der Lubě, Eichenwald um eine Gruppe von Felspfeilern aus rötlichem Brekziengestein, es erhielt seinen skurrilen Namen von einem der Felsen, der einem menschlichen Kopf mit langem Hals ähnelt.
- mehrere Kreuzsteine aus dem 18. Jahrhundert